# Pärsti (gemeente)
Pärsti (Estisch: Pärsti vald) is een voormalige gemeente in de Estlandse provincie Viljandimaa. De gemeente vormde tot 2013 een afzonderlijke landgemeente met een oppervlakte van 210,6 km². Op 31 december 2011 had ze 3593 inwoners. In 2013 ging de gemeente op in de gemeente Viljandi vald.
De gemeente telde 27 nederzettingen, waarvan de vlek (alevik) Ramsi de grootste was. Het gemeentebestuur was gevestigd in Jämejala, dat na Ramsi en Päri de grootste plaats in de landgemeente was en waar zich ook de grootste werkgever van de gemeente bevond: een psychiatrisch ziekenhuis, dat in 1897 werd gesticht en thans deel uitmaakt van het ziekenhuis van Viljandi.
Bij het dorp Pärsti bevond zich een landgoed. Het hoofdgebouw, dat bewaard is gebleven, is geheel van hout. 

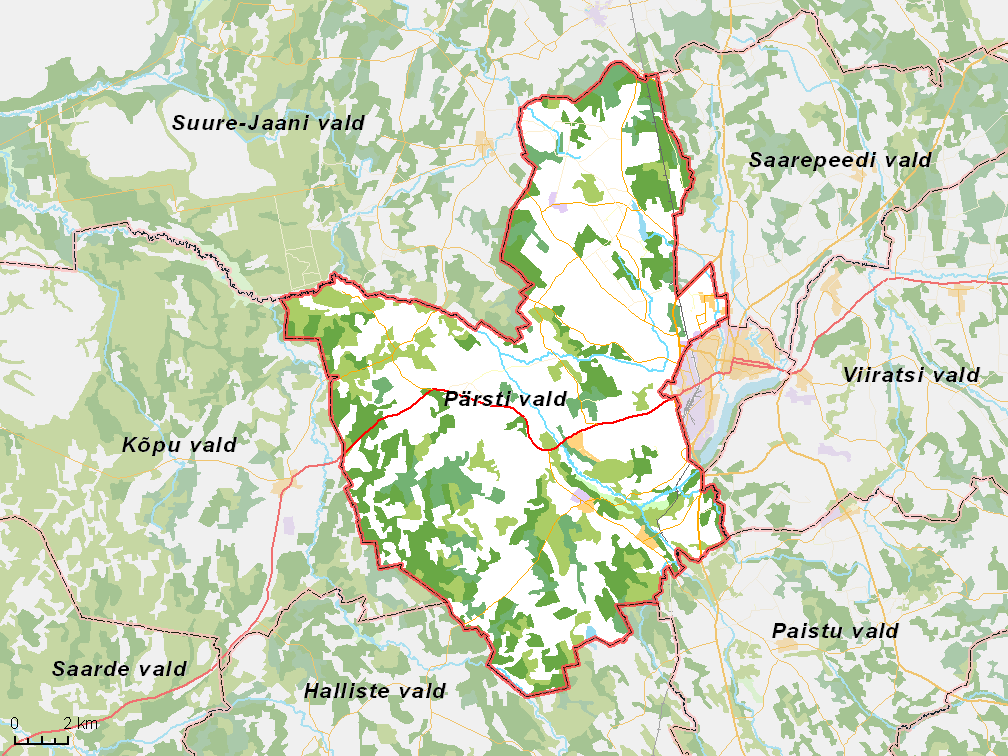
De gemeente met omliggende gemeenten, situatie begin 2013